# Északi szakállasagáma
Az északi szakállasagáma (Pogona microlepidota) a hüllők (Reptilia) osztályának a pikkelyes hüllők (Squamata) rendjéhez, ezen belül a gyíkok (Sauria vagy Lacertilia) alrendjéhez, a leguánalakúak (Iguania) alrendágához és az agámafélék (Agamidae) családjához tartozó gyík faj.
Időnként terráriumokban találkozhatunk vele.

## Előfordulása
Északnyugat-Ausztráliában, a Drysdale folyó közelében és Kimberly vidékén él.

## Megjelenése
Teste viszonylag karcsú. Nagyon hasonlít a keleti szakállasagámára, de gégéjéről hiányzik a haránt irányú tüskesor. A test két oldalán végigfutó tüskés pikkelysor a farok két oldalán folytatódik. Színe világos szürke, illetve sárgásszürke, szabálytalan alakú foltokkal és farkán keresztirányú sávokkal. Hasa fehér, fekete pettyezekkel. A kifejlett példányok hossza megközelíti a fél métert – ennek csaknem fele a farok.